# Oscarverleihung 1980
Übersicht aller ausgezeichneten Filme

◄◄ | ◄ | 1976 | 1977 | 1978 | 1979 | Oscarverleihung 1980 | 1981 | 1982 | 1983 | 1984 | ► | ►►

Weitere Ereignisse
Die Oscarverleihung 1980 fand am 14. April 1980 im Dorothy Chandler Pavilion in Los Angeles statt. Es waren die 52nd Annual Academy Awards. Im Jahr der Auszeichnung werden immer Filme des vergangenen Jahres ausgezeichnet, in diesem Fall also die Filme des Jahres Jahres 1979.
Mit einem Alter von acht Jahren war Justin Henry der jüngste Nominierte in der Geschichte des Oscars (abgesehen vom Juvenile Award).
| Film                                                    | N | A |
| ------------------------------------------------------- | - | - |
| Hinter dem Rampenlicht                                  | 9 | 4 |
| Kramer gegen Kramer                                     | 9 | 5 |
| Apocalypse Now                                          | 8 | 2 |
| Vier irre Typen – Wir schaffen alle, uns schafft keiner | 5 | 1 |
| Das China-Syndrom                                       | 4 | 0 |
| Norma Rae – Eine Frau steht ihren Mann                  | 4 | 2 |
| The Rose                                                | 4 | 0 |
| Ein Käfig voller Narren                                 | 3 | 0 |
| 1941 – Wo bitte geht’s nach Hollywood                   | 3 | 0 |
| Star Trek: Der Film                                     | 3 | 0 |
| Alien – Das unheimliche Wesen aus einer fremden Welt    | 2 | 1 |
| Auf ein Neues                                           | 2 | 0 |
| Ich liebe dich – I Love You – Je t’aime                 | 2 | 1 |
| Manhattan                                               | 2 | 0 |
| Muppet Movie                                            | 2 | 0 |
| Der schwarze Hengst                                     | 2 | 0 |
| Das schwarze Loch                                       | 2 | 0 |
| … und Gerechtigkeit für alle                            | 2 | 0 |
| Willkommen Mr. Chance                                   | 2 | 1 |
| Zehn – Die Traumfrau                                    | 2 | 0 |

## Moderation
Johnny Carson führte zum zweiten Mal in Folge als Moderator durch die Oscarverleihung. Die Präsentatoren der Kandidaten sind bei den jeweiligen Kategorien weiter unten aufgeführt.

## Gewinner und Nominierungen

### Bester Film
präsentiert von Charlton Heston
Kramer gegen Kramer (Kramer vs. Kramer) – Stanley R. Jaffe
Apocalypse Now – Francis Ford Coppola, Gray Frederickson, Fred Roos, Tom Sternberg
Hinter dem Rampenlicht (All That Jazz) – Robert Alan Aurthur
Norma Rae – Eine Frau steht ihren Mann (Norma Rae) – Tamara Asseyev, Alexandra Rose
Vier irre Typen – Wir schaffen alle, uns schafft keiner (Breaking Away) – Peter Yates

### Beste Regie
präsentiert von Goldie Hawn und Steven Spielberg
Robert Benton – Kramer gegen Kramer (Kramer vs. Kramer)
Francis Ford Coppola – Apocalypse Now
Bob Fosse – Hinter dem Rampenlicht (All That Jazz)
Édouard Molinaro – Ein Käfig voller Narren (La Cage aux folles)
Peter Yates – Vier irre Typen – Wir schaffen alle, uns schafft keiner (Breaking Away)

### Bester Hauptdarsteller
präsentiert von Jane Fonda
Dustin Hoffman – Kramer gegen Kramer (Kramer vs. Kramer)
Jack Lemmon – Das China-Syndrom (The China Syndrome)
Al Pacino – … und Gerechtigkeit für alle (…And Justice for All)
Roy Scheider – Hinter dem Rampenlicht (All That Jazz)
Peter Sellers – Willkommen Mr. Chance (Being There)

### Beste Hauptdarstellerin
präsentiert von Richard Dreyfuss
Sally Field – Norma Rae – Eine Frau steht ihren Mann (Norma Rae)
Jill Clayburgh – Auf ein Neues (Starting Over)
Jane Fonda – Das China-Syndrom (The China Syndrome)
Marsha Mason – Das zweite Kapitel (Chapter Two)
Bette Midler – The Rose

### Bester Nebendarsteller
präsentiert von Walter Matthau und Liza Minnelli
Melvyn Douglas – Willkommen Mr. Chance (Being There)
Robert Duvall – Apocalypse Now
Frederic Forrest – The Rose
Justin Henry – Kramer gegen Kramer (Kramer vs. Kramer)
Mickey Rooney – Der schwarze Hengst (The Black Stallion)

### Beste Nebendarstellerin
präsentiert von Cloris Leachman und Jack Lemmon
Meryl Streep – Kramer gegen Kramer (Kramer vs. Kramer)
Jane Alexander – Kramer gegen Kramer (Kramer vs. Kramer)
Barbara Barrie – Vier irre Typen – Wir schaffen alle, uns schafft keiner (Breaking Away)
Candice Bergen – Auf ein Neues (Starting Over)
Mariel Hemingway – Manhattan

### Bestes Originaldrehbuch
präsentiert von Neil Simon
Steve Tesich – Vier irre Typen – Wir schaffen alle, uns schafft keiner (Breaking Away)
Woody Allen, Marshall Brickman – Manhattan
Robert Alan Aurthur, Bob Fosse – Hinter dem Rampenlicht (All That Jazz)
James Bridges, T. S. Cook, Mike Gray – Das China-Syndrom (The China Syndrome)
Valerie Curtin, Barry Levinson – … und Gerechtigkeit für alle (…And Justice for All)

### Bestes adaptiertes Drehbuch
präsentiert von Neil Simon
Robert Benton – Kramer gegen Kramer (Kramer vs. Kramer)
Allan Burns – Ich liebe dich – I Love You – Je t’aime (A Little Romance)
Francis Ford Coppola, John Milius – Apocalypse Now
Marcello Danon, Édouard Molinaro, Jean Poiret, Francis Veber – Ein Käfig voller Narren (La Cage aux folles)
Harriet Frank Jr., Irving Ravetch – Norma Rae – Eine Frau steht ihren Mann (Norma Rae)

### Beste Kamera
präsentiert von Jamie Lee Curtis und George Hamilton
Vittorio Storaro – Apocalypse Now
Néstor Almendros – Kramer gegen Kramer (Kramer vs. Kramer)
William A. Fraker – 1941 – Wo bitte geht’s nach Hollywood (1941)
Frank V. Phillips – Das schwarze Loch (The Black Hole)
Giuseppe Rotunno – Hinter dem Rampenlicht (All That Jazz)

### Bestes Szenenbild
präsentiert von Ann Miller und Mickey Rooney
Gary J. Brink, Philip Rosenberg, Edward Stewart, Tony Walton – Hinter dem Rampenlicht (All That Jazz)
Roger Christian, Leslie Dilley, Michael Seymour, Ian Whittaker – Alien – Das unheimliche Wesen aus einer fremden Welt (Alien)
Linda DeScenna, Leon Harris, Joseph R. Jennings, Harold Michelson, John Vallone – Star Trek: Der Film (Star Trek: The Motion Picture)
Angelo P. Graham, George R. Nelson, Dean Tavoularis – Apocalypse Now
George Jenkins, Arthur Jeph Parker – Das China-Syndrom (The China Syndrome)

### Bestes Kostümdesign
präsentiert von Robert Hays und Kristy McNichol
Albert Wolsky – Hinter dem Rampenlicht (All That Jazz)
Ambra Danon, Piero Tosi – Ein Käfig voller Narren (La Cage aux folles)
Judy Moorcroft – Die Europäer (The Europeans)
Shirley Russell – Das Geheimnis der Agatha Christie (Agatha)
William Ware Theiss – Butch & Sundance – Die frühen Jahre (Butch and Sundance: The Early Days)

### Beste Filmmusik (Original Score)
präsentiert von Dolly Parton und Ben Vereen
Georges Delerue – Ich liebe dich – I Love You – Je t’aime (A Little Romance)
Henry Mancini – Zehn – Die Traumfrau (10)
Jerry Goldsmith – Star Trek: Der Film (Star Trek: The Motion Picture)
Dave Grusin – Der Champ (The Champ)
Lalo Schifrin – Amityville Horror

### Beste Filmmusik (Original Song Score)
präsentiert von Dolly Parton und Ben Vereen
Ralph Burns – Hinter dem Rampenlicht (All That Jazz)
Patrick Williams – Vier irre Typen – Wir schaffen alle, uns schafft keiner (Breaking Away)
Kenneth Ascher, Paul Williams – Muppet Movie (The Muppet Movie)

### Bester Song
präsentiert von Gene Kelly und Olivia Newton-John
„It Goes Like It Goes“ aus Norma Rae – Eine Frau steht ihren Mann (Norma Rae) – Norman Gimbel, David Shire
„I’ll Never Say Goodbye“ aus The Promise – Alan Bergman, Marilyn Bergman, David Shire
„Song from 10 (It’s Easy To Say)“ aus Zehn – Die Traumfrau (10) – Henry Mancini, Robert Wells
„The Rainbow Connection“ aus Muppet Movie (The Muppet Movie) – Kenneth Ascher, Paul Williams
„Through the Eyes of Love“ aus Eisfieber (Ice Castles) – Marvin Hamlisch, Carole Bayer Sager

### Bester Schnitt
präsentiert von Bo Derek und Christopher Reeve
Alan Heim – Hinter dem Rampenlicht (All That Jazz)
Robert Dalva – Der schwarze Hengst (The Black Stallion)
Lisa Fruchtman, Gerald B. Greenberg, Richard Marks, Walter Murch – Apocalypse Now
Gerald B. Greenberg – Kramer gegen Kramer (Kramer vs. Kramer)
Carroll Timothy O’Meara, Robert L. Wolfe – The Rose

### Bester Ton
präsentiert von Sally Kellerman und Rod Steiger
Richard Beggs, Mark Berger, Nathan Boxer, Walter Murch – Apocalypse Now
Gene Cantamessa, Robert J. Glass, Robert Knudson, Don MacDougall – 1941 – Wo bitte geht’s nach Hollywood (1941)
Les Fresholtz, Michael Minkler, Arthur Piantadosi, Al Overton Jr. – Der elektrische Reiter (The Electric Horseman)
Michael J. Kohut, William McCaughey, Aaron Rochin, Jack Solomon – Meteor
Theodore Soderberg, James E. Webb, Paul Wells, Douglas O. Williams – The Rose

### Beste visuelle Effekte
präsentiert von Farrah Fawcett und Harold Russell
Nick Allder, Dennis Ayling, HR Giger, Brian Johnson, Carlo Rambaldi – Alien – Das unheimliche Wesen aus einer fremden Welt (Alien)
Art Cruickshank, Peter Ellenshaw, Harrison Ellenshaw, Joe Hale, Danny Lee, Eustace Lycett – Das schwarze Loch (The Black Hole)
John Dykstra, Grant McCune, David K. Stewart, Robert Swarthe, Douglas Trumbull, Richard Yuricich – Star Trek: Der Film (Star Trek: The Motion Picture)
John Evans, Derek Meddings, Paul Wilson – James Bond 007 – Moonraker – Streng geheim (Moonraker)
A. D. Flowers, William A. Fraker, Gregory Jein – 1941 – Wo bitte geht’s nach Hollywood (1941)

### Bester animierter Kurzfilm
präsentiert von Lauren Hutton und Telly Savalas
Every Child – Derek Lamb
Dream Doll – Bob Godfrey, Zlatko Grgić
It’s So Nice to Have a Wolf Around the House – Paul Fierlinger

### Bester Kurzfilm
präsentiert von Lauren Hutton und Telly Savalas
Board and Care – Ron Ellis, Sarah Pillsbury
Bravery in the Field – Roman Kroitor, Stefan Wodoslawsky
Oh Brother, My Brother – Carol Lowell, Ross Lowell
The Solar Film – Saul Bass, Michael Britton
Solly’s Diner – Larry Hankin, Harry Mathias, Jay Zuckerman

### Bester Dokumentarfilm (Kurzfilm)
präsentiert von Persis Khambatta und William Shatner
Paul Robeson: Tribute to an Artist – Saul J. Turell
Dae – Risto Teofilovski
Koryo Celadon – Donald A. Connolly, James R. Messenger
Nails – Phillip Borsos
Remember Me – Dick Young

### Bester Dokumentarfilm
präsentiert von Persis Khambatta und William Shatner
Guter Junge (Best Boy) – Ira Wohl
Generation on the Wind – David A. Vassar
Going the Distance – Jacques Bobet, Paul Cowan
The Killing Ground – Tom Priestley, Steve Singer
The War at Home – Barry Alexander Brown, Glenn Silber

### Bester fremdsprachiger Film
präsentiert von Ann-Margret und Jack Valenti
Die Blechtrommel, Westdeutschland – Volker Schlöndorff
Eine einfache Geschichte (Une histoire simple), Frankreich – Claude Sautet
Mama wird 100 Jahre alt (Mamá cumple cien años), Spanien – Carlos Saura
Die Mädchen von Wilko (Panny z Wilka), Polen – Andrzej Wajda
Vergiß Venedig (Dimenticare Venezia), Italien – Franco Brusati

## Ehrenpreise

### Ehrenoscar
präsentiert von Dustin Hoffman
Alec Guinness
präsentiert von Walter Mirisch
Hal Elias

### Special Achievement Award
Alan Splet für den Tonschnitt in Der schwarze Hengst (The Black Stallion)

### Irving G. Thalberg Memorial Award
präsentiert von Kirk Douglas
Ray Stark

### Jean Hersholt Humanitarian Award
präsentiert von Douglas Fairbanks
Robert Benjamin (postum)

### John A. Bonner Medal of Commendation
präsentiert von Richard Gere
John Aalberg, Charles G. Clarke, John G. Frayne

### Academy Award of Merit
Mark Serrurier

### Scientific and Engineering Award
Neiman-Tillar Associates, Mini-Micro Systems, Inc.

### Technical Achievement Award
Michael V. Chewey, Walter G. Eggers, Allen Hecht
Irwin Young, Paul Kaufman, Fredrik Schlyter
James S. Stanfield, Paul W. Trester
Zoran Perisic
A. D. Flowers, Logan R. Frazee
Photo Research Division of Kollmorgen Corp.
Bruce Lyon, John Lamb
Ross Lowell